# Crédit-export
Un crédit-export (ou crédit acheteur) est un crédit (de financement d'exportations) proposé par un État ou une agence spécialisée. 
De tels crédits existent depuis plus d'un demi-siècle. Ils proviennent du marché financier et ils l'alimentent. Ils sont offerts ou soutenus par certains grands États, qui soutiennent ainsi leur économie intérieure. Depuis le début des années 1960 une réglementation internationale produite par l'OCDE régule cette finance afin que ce marché de l'import-export reste "loyal". Ce type de crédit a pris une importance croissante dans le contexte de la mondialisation commerciale qui a marqué le XXe siècle. Il peut prendre diverses formes, dont : crédits directs offerts à des acheteurs étrangers, refinancement de taux d'intérêt de soutien, « soutien garantie pure » (ex : crédits à l'exportation d'assurance), couverture de garantie de crédits accordés par des institutions financières privées). 

## Spécificités
Le crédit à l'export est un « soutien financier public » qui présente la particularité et le grand avantage de pouvoir être couvert par l'assurance-crédit d'une ACE (Agence de Crédit Export ou Agence de crédit à l'exportation). Ces organismes sont le plus souvent publics, créés par certains pays (pays assez riches pour le faire) afin de stimuler leurs exportations au profit de leurs industries nationales. Parfois il s'agit de sociétés privées qui se sont vu confier ce rôle par un État.  Peu à peu ces agences, bien que discrètes aux yeux du public, ont joué un rôle, devenu majeur, dans la facilitation des échanges financiers et commerciaux internationaux, au point selon l’économiste Delio Gianturco d'être devenu « les « géants méconnus » de la finance internationale ». 
Le crédit à l'exportation est soutenu par les compagnies nationales d'assurance-crédit, lesquelles couvrent (à court, moyen ou long termes, selon les cas) deux grands types d’aléas : 
1. le risque commercial (problèmes technico-financiers pouvant apparaitre entre la commande, la livraison et le paiement du service ou des marchandises (; ex : perte ou vol de cargaison en mer ; non règlement de facture par un client étranger, ou retard dans le règlement)[3] ;
2. le risque souverain, c'est-à-dire le risque induit par des décisions (parfois imprévisibles) prises par le gouvernement du pays d'export, ou par une situation politique instable susceptible d'affecter un contrat commercial (exemple : suspension de la convertibilité d’une monnaie, nationalisation, retrait d’une licence commerciale, guerre civile...)[3].

## Rôle de l'OCDE
L'OCDE a créé un forum d'échange d'information sur les systèmes des crédits à l'exportation et affirme encadrer et les politiques nationales des crédits à l'exportation relatives aux questions de bonne gouvernance (qui se traduit dans les années 2010 par des mesures anti-corruption, la recommandation d'un devoir de diligence environnementale et sociale, des critères de soutenabilité des prêts, etc.) ceci sous l'égide d'un Groupe de travail sur les crédits à l'exportation et garanties de crédit à l'exportation (aussi dénommé « Groupe sur les crédits à l'exportation » ou ECG, créé en 1963 par l'OCDE).
Ce texte précise « les conditions les plus favorables et les conditions financières que les membres peuvent proposer lors de la fourniture de crédits à l'exportation bénéficiant d'un soutien public. Les discussions relatives à l'Arrangement ont lieu sous les auspices des Participants à l'Arrangement sur les crédits à l'exportation bénéficiant d'un soutien public (les "Participants") Les disciplines sur les crédits à l'exportation en résultant s'appliquent en premier lieu aux membres de l'OCDE; cependant, plusieurs non-membres clés, comme le Brésil, la Chine, l'Inde et l'Afrique du Sud, sont des observateurs réguliers aux réunions de l'ECG et des Participants. de plus, l'adhésion à toute discipline des crédits à l'exportation de l'OCDE (de facto et de jure) de la part de tout pays non-membre sur une base volontaire sera la bienvenue, et dans ce contexte, le Secrétariat des Crédits à l'exportation de l'OCDE est prêt à fournir toute aide nécessaire. Enfin, à la fois l'ECG et les Participants ont des consultations avec les parties prenantes, telles que des organisations non gouvernementales, des entreprises et des groupes bancaires, des syndicats, et d'autres organisations internationales, sur une base annuelle et lors d'une session ponctuelle spéciale lors de négociation sur la révision des disciplines ».

## Crédit à l'exportation et corruption
Ces agences de crédit à l'exportation opèrent dans un contexte parfois très favorable à la corruption et aux pressions de nombreux lobbies industriels, politiques et/ou commerciaux.
Des mesures de lutte contre la corruption ont été mises en place sous l'égide de l'OCDE (dont le Secrétariat comprend une « Division des crédits à l'exportation ».) notamment pour les crédits à l'exportation, au moins pour les mesures bénéficiant d'un soutien public. Des enquêtes ont été faites et des listes d'exclusion des grandes institutions financières internationales ont été publiées (qui ne semblent pas avoir été mises à jour entre 2016 et début 2019)

## Exemples d'ACE (Agences de crédit à l'exportation)
- Export-Import Bank of the United States, plus connue sous le nom Exim Bank (États-Unis),
- Bpifrance Assurance Export, anciennement dénommée Coface) (France)
- Euler Hermes  Aktiengesellschaft (Allemagne)
- China Export and Credit Insurance Corporation, aussi dite Sinosure (Chine
- UKEF (Royaume-Uni)

Ces agences adhèrent presque toutes à l’Union de Berne (créée entre les deux guerres mondiales, en 1934, pour regrouper les grands acteurs mondiaux de l’assurance-crédit à l’exportation et de l’assurance des investissements. 
Rien qu'en 2017, les seuls membres de l'Union de Berne ont émis des produits financiers et assurantiels pour une valeur d'environ 2 300 milliards de dollars. Cette somme correspond à 13 % du volume total des transactions internationales de biens et services en 2017. 
Leur rôle s'est renforcé après la crise économique mondiale de 2008. Les ACE ont remplacé les assureurs privés qui n'acceptaient de couvrir les transactions qu'à des prix très élevés. L'universitaire Pamela Blackmon, une des rares spécialistes du sujet, relève que « financements commerciaux et assurances-crédits à l’exportation accordés par les ACE ont aidé à lutter contre les problèmes de liquidités pendant la crise et ont permis de maintenir le commerce international. Nombre d’ACE ont opéré avec des déficits de trésorerie récurrents [que devait donc renflouer le contribuable]. Cette situation est politiquement tenable uniquement parce que les ACE sont peu connues, ce qui permet aux dirigeants de puiser dans les ressources publiques sans craindre des répercussions. » 

## Classifications desrisques-pays
Elle est établie selon une méthode propre à l'OCDE ; en 8 catégories (de 0 à 7) via un calcul en deux étapes 
1. approche quantitative  :  un "Modèle d'Évaluation des Risques Pays" (MERP) calcule le risque de crédit d’un pays en se fondant sur trois types d'indicateurs de risque (l'expérience de paiement transmis par les Participants, la situation financière ainsi que la situation économique du pays ; ces indicateurs sont principalement construits à partir d’indicateurs du FMI)[6] ;
2. évaluation qualitative des résultats du MERP ; des experts en risques pays de pays membres de l'OCDE utilisent des indicateurs qui n’ont pas été bien pris en compte par le modèle, ce qui aboutit à des ajustements (à la hausse ou à la baisse) d’un pays par rapport aux résultats du MERP, après un consensus des experts du groupe[6].

Cette classification diffère des notations du risque souverain tel qu'évalué par les Agences de notation financière (« Conceptuellement, les classifications des risque-pays sont proches des « plafonds-pays » calculés par certaines des plus grandes agences de notation »).
Les pays d’implantation des projets commerciaux cofinancés par ces agences sont souvent amenés à prendre en charge les paiements dû par les entreprises. « Les pays d’implantation ont très souvent une garantie publique sur les crédits à l’exportation. En d’autres termes, si une entreprise privée d’un pays du Sud ne peut pas rembourser son emprunt, c’est le gouvernement qui écopera de la facture ».

## L'Arrangement sur les crédits à l'exportation
Cet arrangement (régulièrement mis à jour) a été mis en place il y a plus de 20 ans en 1978, il a été mis à jour en 2018 (applicable à compter de janvier 2019). 
Pour l'appliquer, les assureurs des pays membres de l'Arrangement s'appuient sur une classifications des risques-pays

## Convention du Cap
Cet « Accord sectoriel » (ASU : Accord sectoriel sur les crédits à l'exportation pour les aéronefs civils) concerne uniquement les crédits à l’exportation d’aéronefs civils ; Certaines  parties contractantes à la Convention du Cap bénéficient d'un abattement au titre de cette Convention , après consultation des représentants de l’industrie aéronautique et des services financiers qui s’y rattachent, et notamment l’Aviation Working Group.